# Raïon de Sysola
Le raïon de Sysola (en russe : Сысольский район, Sysolski raion, en komi : Сыктыв район, Syktyv raion) est un raïon de la république des Komis, en Russie.

## Géographie
D'une superficie de 6 070,75 km2, le raïon de Sysola est situé au sud de la république des Komis.
Le raïon de Sysola borde le raïon de Syktyvdin au nord, le raïon de Koïgorodok au sud-est, le raïon de Prilouz au sud-ouest et l'oblast d'Arkhangelsk à l'ouest.
La rivière Sysola traverse le raïon.
Le district comprend 11 municipalités rurales : Gagchor, Kounib, Kouratovo, Mejador, Palauz, Piyoldino, Chouhlem, Vizindor, Vizinga, Votcha et Zaozerje.
Le centre administratif est le village de Vizinga situé à 88 kilomètres de Syktyvkar la capitale de la république.
Au recensement de 2002, 69,4 % des habitants étaient Komis, 24,0 % Russes, 2,5 % Ukrainiens et 0,7 % Biélorusses.
Le raïon de Sysola est traversé par l'autoroute  entre Syktyvkar et Kirov.
L'économie est basée sur la sylviculture.
Le journal local en langue russe est le Majak Sysoly (phare de Sysola).

## Démographie
La population du raïon de Sysola a évolué comme suit:
| 2002   | 2009   | 2011   | 2013   | 2015   |
| ------ | ------ | ------ | ------ | ------ |
| 16 894 | 15 768 | 13 878 | 13 576 | 13 316 |

| 2019   | 2021   | - | - | - |
| ------ | ------ | - | - | - |
| 12 541 | 11 885 | - | - | - |

## Galerie

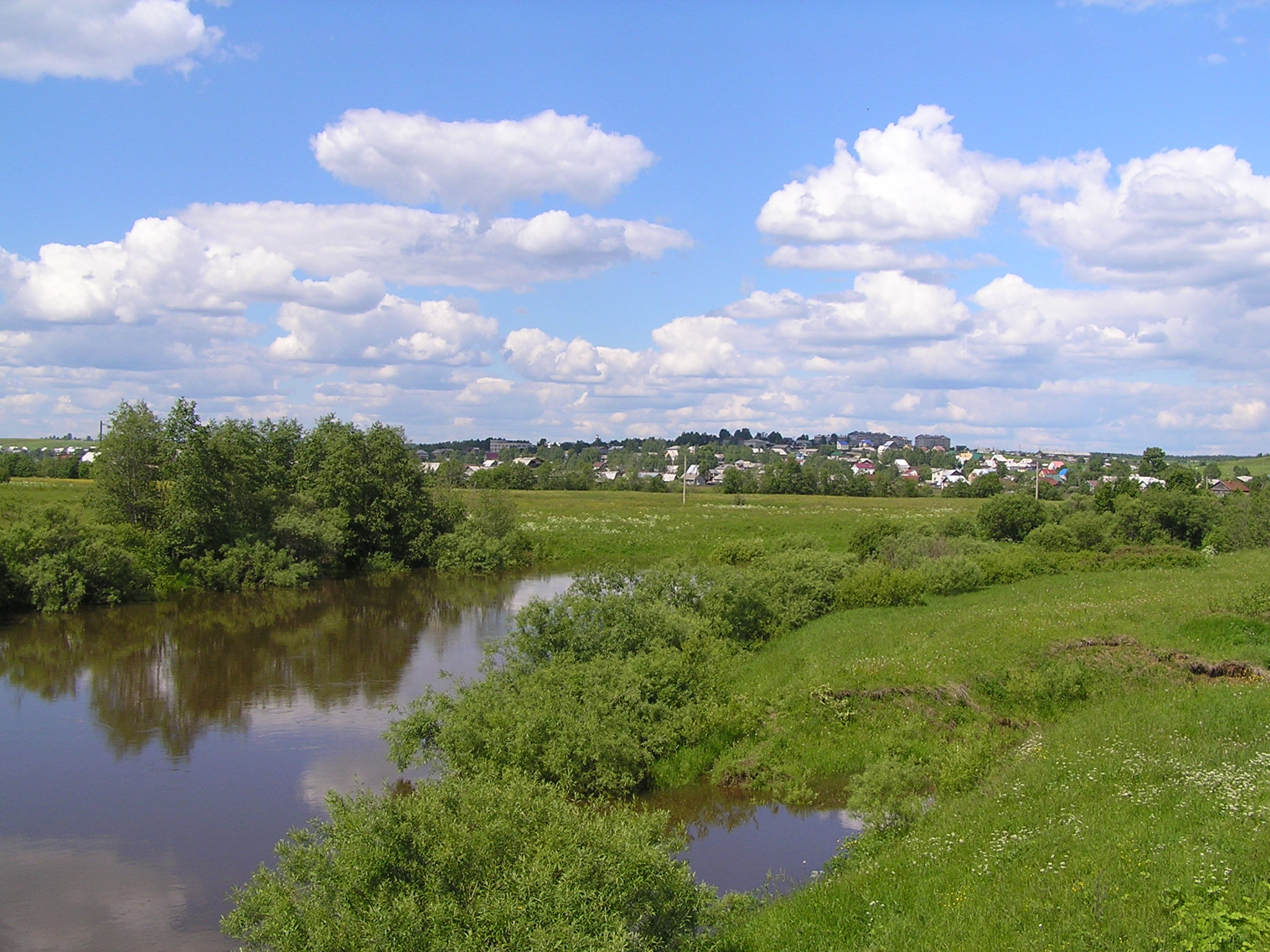
Vizinga.
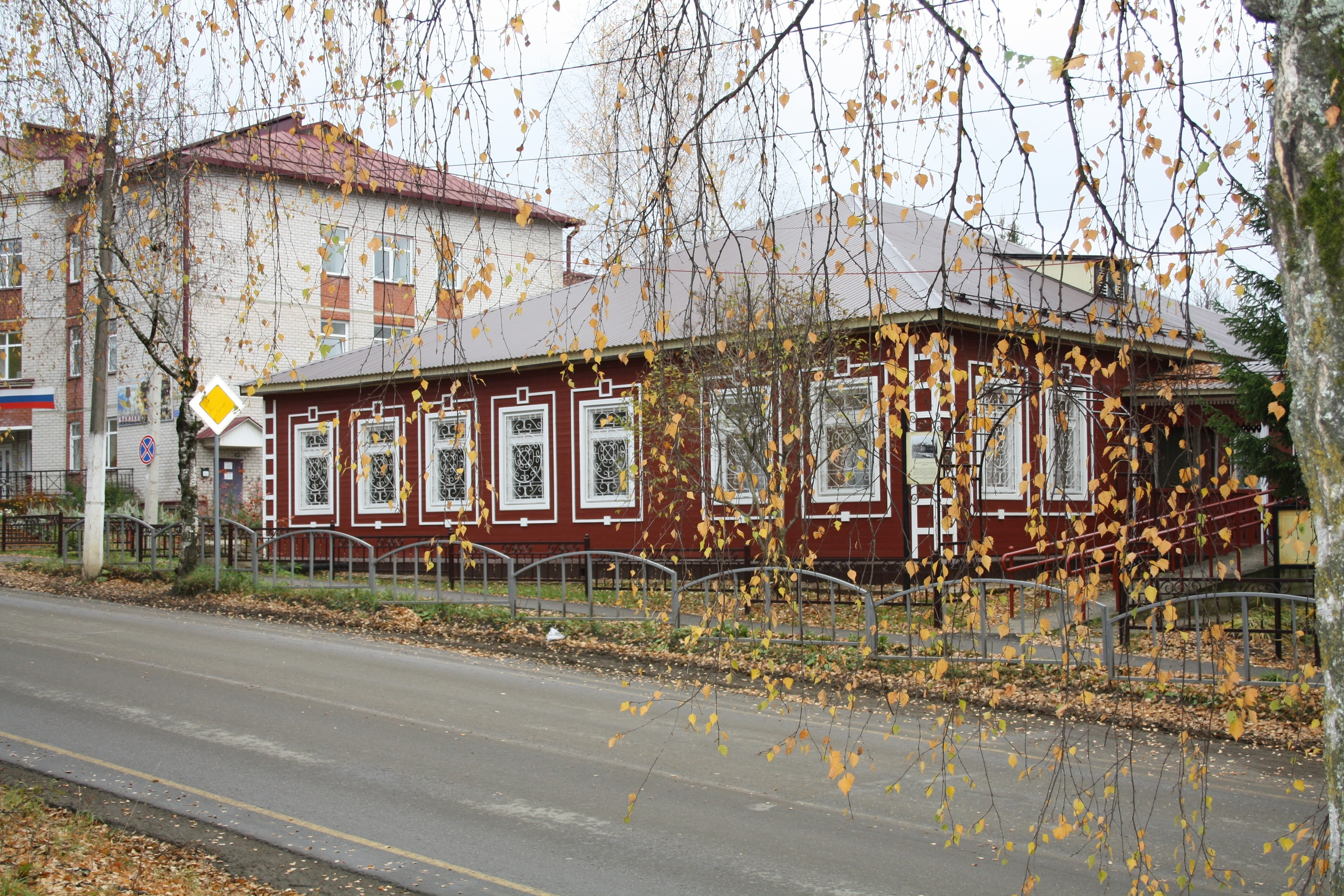
Rue Sovetskaya, 29, Vizinga.
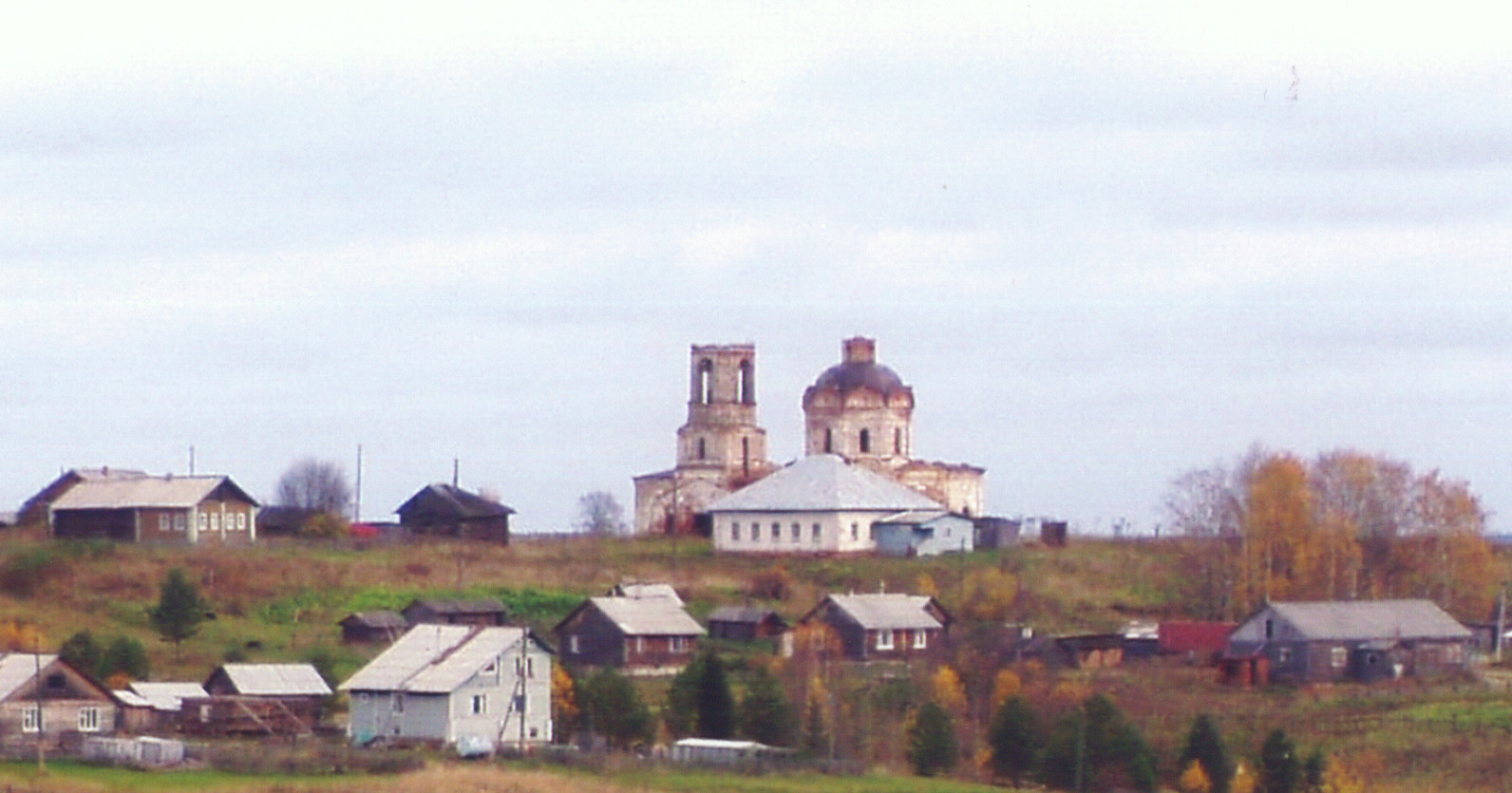
Église Saint-Nicolas le Merveilleux et école du village de Pyeldino.